# Nanolpium subgrande
Nanolpium subgrande är en spindeldjursart som först beskrevs av Albert Tullgren 1908.  Nanolpium subgrande ingår i släktet Nanolpium och familjen Olpiidae. Inga underarter finns listade i Catalogue of Life.